# M. A. Ayyangar
Madabhushi Ananthasayanam Ayyangar (en télougou : మాడభూషి అనంతశయనం అయ్యంగారు) est un homme politique indien, né le 4 février 1891 à Tiruchanur (en) et mort le 19 mars 1978. Il est le premier vice-président puis le deuxième président de la Lok Sabha.

## Biographie et carrière

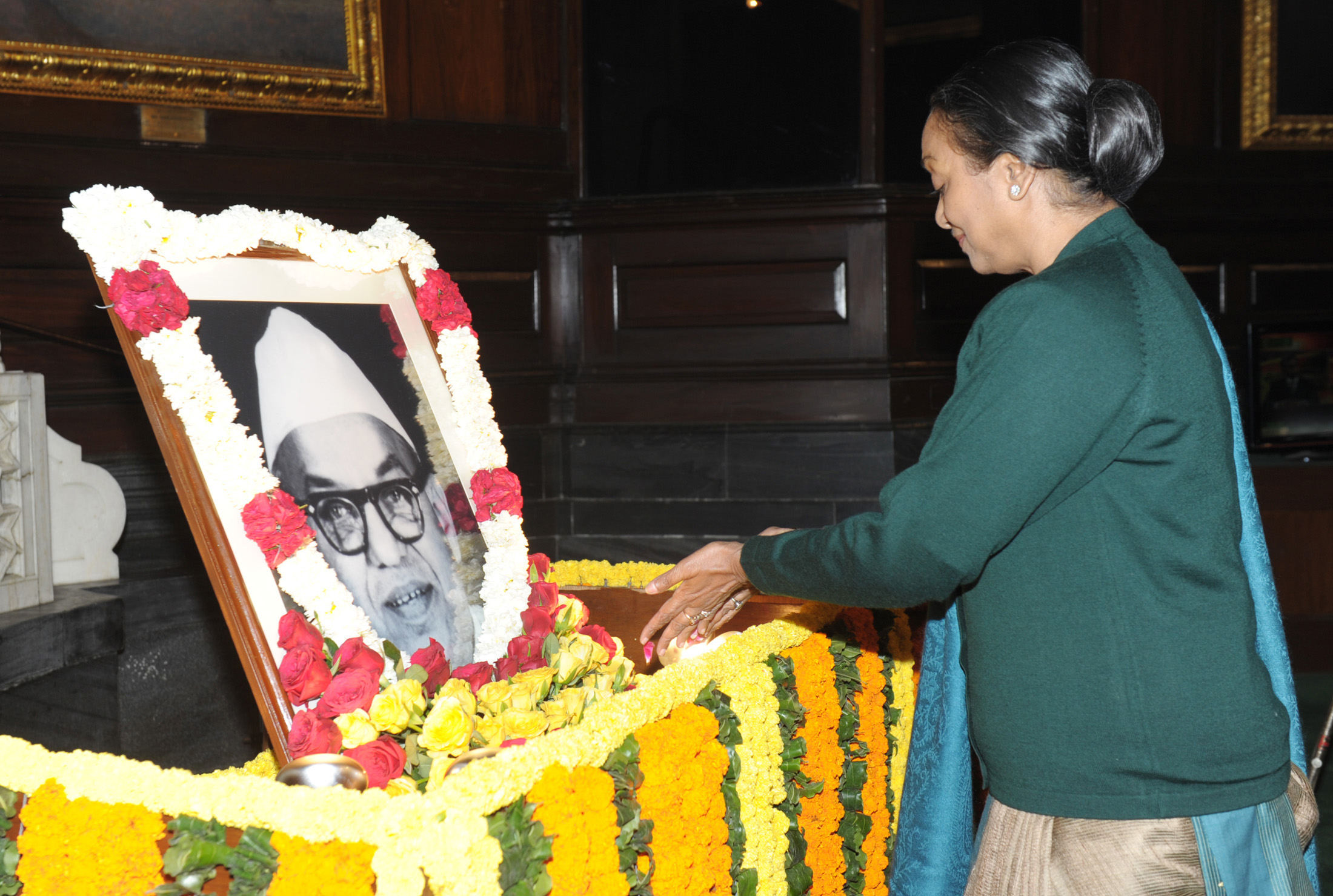
La Présidente de la Lok Sabha, Meira Kumar, offre des fleurs en hommage à M. A. Ayyangar pour son anniversaire de naissance à New Delhi, le 4 février 2013.

Ayyangar naît le 4 février 1891 dans le village Tiruchanur, près de Tirupati dans le Sud-Est de l'Inde. Il est le fils de M. Venkatavaradhachariar. Il étudie à Pachiappa's College à Madras puis à la faculté de droit de Madras.
En 1919, il épouse Choodammal, avec qui il aura quatre fils et huit filles.
Ayyangar est d'abord professeur de mathématiques en 1912–1913, puis il exerce la profession d'avocat de 1915 à 1950. Inspiré par le Mahatma Gandhi, il participe activement au mouvement pour l'indépendance de l'Inde et est emprisonné deux fois : d'abord en 1940, puis d'août 1942 au 4 décembre 1944.
Il est élu membre de l'Assemblée législative centrale en 1934. En 1952, il est élu député de Tirupathi (en) à la première Lok Sabha, puis il est réélu en 1956 dans la circonscription de Chittoor.
En 1948, il est élu vice-président de la Lok Sabha avec Ganesh Vasudev Mavalankar (en) comme président. Après le décès de ce dernier en 1956, Ayyangar est élu président de la Lok Sabha ; il est réélu à ce poste l'année suivante. Il est aussi gouverneur du Bihar de 1962 à 1967.
Une statue en bronze de Ayyangar est érigée en 2007 à Tirupathi, sa ville de résidence.

### Œuvre littéraire et journalistique
Ayyangar publie un ouvrage intitulé Our Parliament. Il est aussi rédacteur pour Shri Verikatesa Patrika, un journal en télougou.